# شونيز محدب
الشونيز المحدب (باللاتينية: Nigella tuberculata) نوع نباتي يتبع جنس الشونيز من الفصيلة الحوذانية.

## الموئل والانتشار
موطن هذا النوع بلاد الشام.